# Франсуа де Ларошфуко
Франсуа́ VI де Ларошфуко́ (фр. François de La Rochefoucauld, 15 вересня 1613, Париж — 17 березня 1680, Париж) — герцог, принц де Марсіяк, видатний французький письменник-мораліст, автор «Мемуарів», збірки афоризмів «Максими».

## Біографія
Народився 15 вересня 1613 року в Парижі. З дуже бідної аристократичної родини. Виховувався при дворі, з юності був замішаний у різні інтриги, ворогував з герцогом де Рішельє і тільки після смерті останнього здобув вплив при дворі. У 16-річному віці, маючи чин полковника, брав участь у військових діях в Італії та Фляндрії. 1628 року одружився з Андре де Вівонн. У 1648 році брав активну участь в русі Фронди і був важко поранений в око.
Після поранення Ларошфуко відійшов від політичного життя й усамітнився у власному маєтку. З 1656 року після генеральної амністії переселився до Парижа, де жив у товаристві мадмуазель Скудері, мадмуазель Монпансьє та мадам де Сабле.
1658 року почав писати свої знамениті афоризми, присвячені людській природі та суспільним відносинам. 1664 року вийшла друком перша збірка його афоризмів під заголовком «Міркування або моральні сентенції та максими». Книга так добре продавалася, що 1666, 1671, 1675 та 1678 років з'явилися нові розширені її видання, з попередніх 300 афоризмів книжка розрослася до 500. «Максими» стали головним літературним твором Ларошфуко.
У похилому віці Ларошфуко здобув велике визнання як літератор, проте пропозицію щодо членства у Французькій академії він відхилив. Ларошфуко дуже цінував дружбу з мадам де Лафаєтт, у якої він проживав з 1665 року. Останні роки Ларошфуко були затьмарені різними негараздами: смертю сина, хворобами.
Помер 17 березня 1680 року в Парижі.

## Літературна спадщина

### Максими
Головний твір Ларошфуко — «Максими» (Maximes). Це збірник афоризмів, що становлять цілісний кодекс життєвої філософії. Перше видання «Максими» вийшло анонімно в 1664 році. П'ять видань, які щораз розширювалися автором, з'явилися ще за життя Ларошфуко.
Ларошфуко вкрай песимістично розглядає природу людини. Основний афоризм Ларошфуко: «Наші чесноти — це найчастіше майстерно переряджені вади». В основі всіх людських вчинків він вбачав самолюбство, марнославство і обстоювання особистих інтересів. Зображаючи ці вади і малюючи портрети честолюбців і егоїстів, Ларошфуко переважно має на увазі людей свого кола, загальний тон його афоризмів — вкрай уїдливий. Особливо вдаються йому жорстокі визначення, наприклад вислів: «Усі ми володіємо достатньою часткою християнського терпіння, щоб переносити страждання … інших людей». Суто літературне значення «Максимів» важко переоцінити. Ця книга заснувала традицію французької моралізаторської прози, що сягає XX століття (афоризми Сьорана). Деякі дослідники вбачають в афоризмах Ларошфуко предтечу психоаналітичних ідей.

### Мемуари
«Мемуари» (фр. Mémoires sur la régence d'Anne d'Autriche) вийшли друком у 1662 році. Вони є цінним джерелом про часи Фронди. Ларошфуко докладно описує політичні та воєнні події, про себе він говорить у третій особі. У Мемуарах знайшло відображення розчарування Ларошфуко політичною діяльністю та зокрема подіями Фронди.

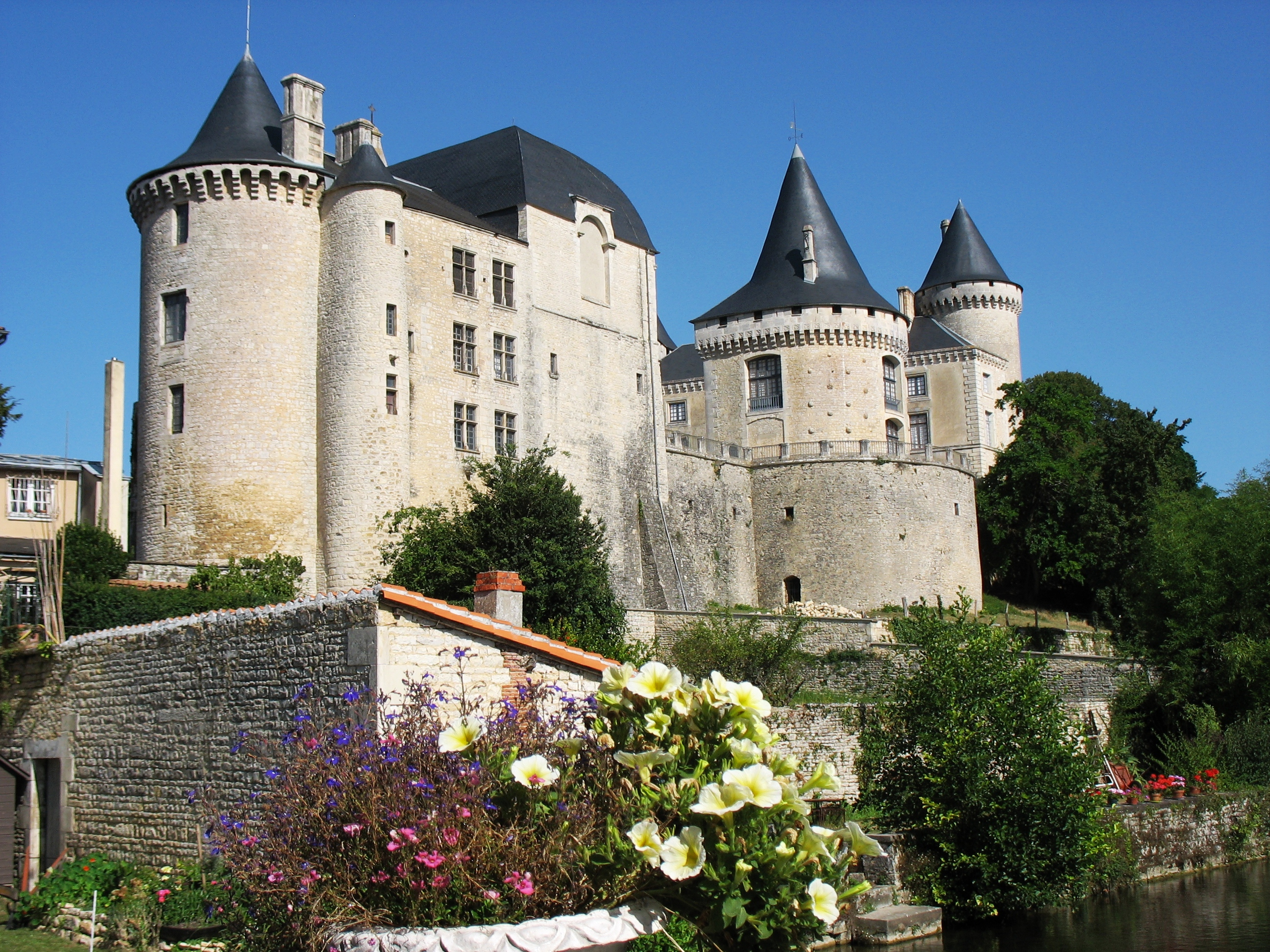
Замок Ларошфуко в Вертеї-сюр-Шарант біля Ангулема

## Твори
- Мемуари Memoires, 1662
- Міркування або моральні сентенції та максими Réflexions ou Sentences et maximes morales, 1664, 5-е видання 1678. сучасне критичне видання: Maximes suivies des Réflexions diverses, du Portrait de La Rochefoucauld […] Jacques Truchet. Paris: Frères Garnier 1967
- Різні міркування Réflexions diverses, 1731 (посмертно). Сучасне видання: див. вище (Jacques Truchet)

## Сім'я і діти

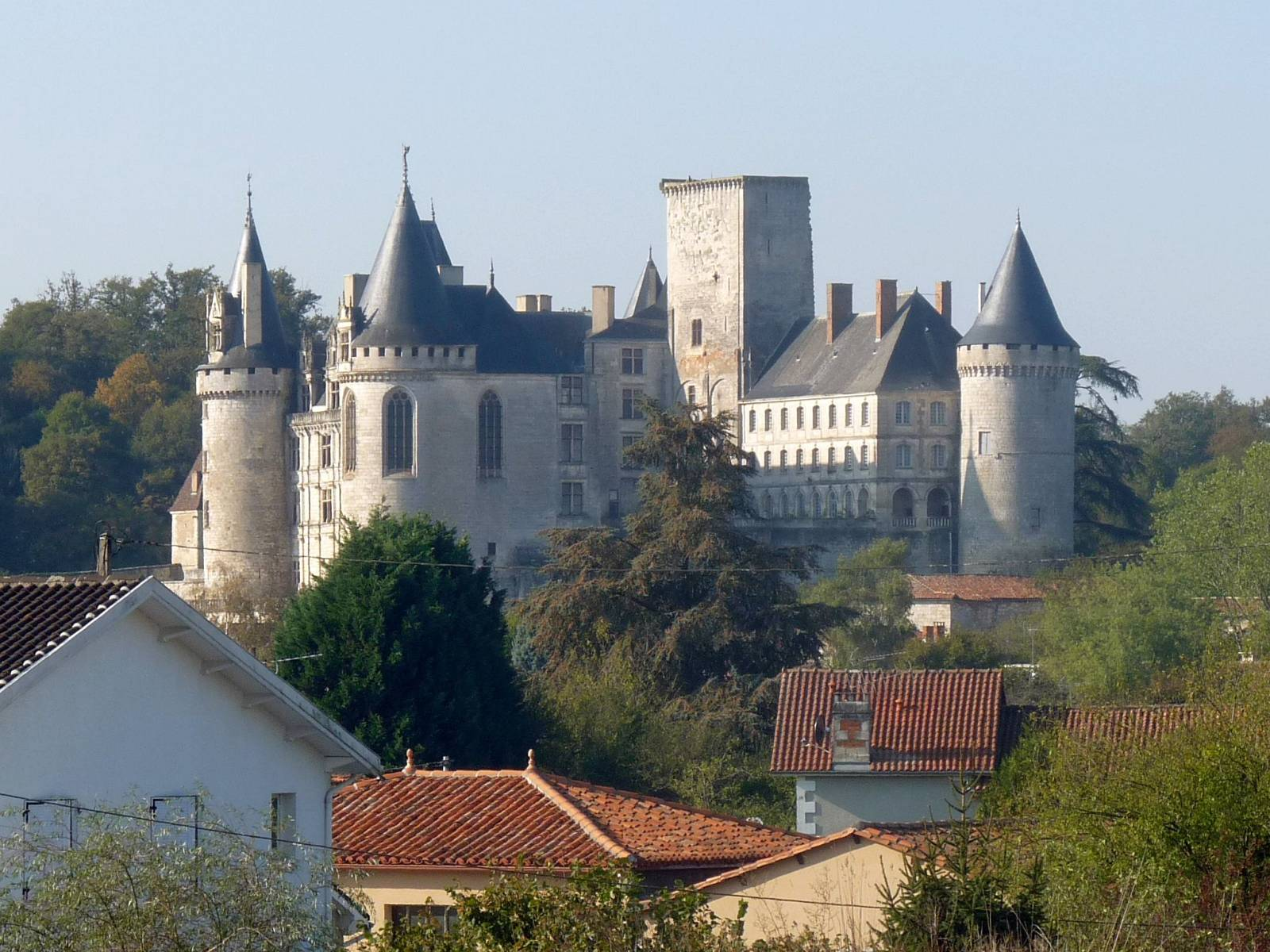
Родовий замок Ларошфуко (Шаранта)

- Батьки: Франсуа V (1588—1650), герцог де Лярошфуко і Габріелла дю Плессі-Ліанкур (пом. 1672).
- Дружина: (з 20 січня 1628, Мірбо) Андре де Вівонн (пом. 1670), дочка Андре де Вівонн, сеньйора де ла Беродах і Марії Антуанетти де Ломен. Мали 8 дітей:

1. Франсуа VII (1634—1714), герцог де Ларошфуко
2. Шарль (1635—1691), лицар Мальтійського ордена
3. Марія Катерина (1637—1711), відома як Мадмуазель де Ларошфуко
4. Анрієтта (1638—1721), відома як Мадмуазель де Марсіяк
5. Франсуаза (1641—1708), відома як Мадмуазель д'Анвіль
6. Анрі Ахілл (1642—1698), абат де Ла Шез-Дьє
7. Жан Батист (1646—1672), відомий як Шевальє де Марсіяк
8. Олександр (1665—1721), відомий як Абат де Вертей

- Позашлюбний зв'язок: Анна Женев'єва де Бурбон-Конде (1619—1679), герцогиня де Лонґвіль, мали сина:

1. Шарль Паріс де Лонґвіль (1649—1672), герцог де Лонґвіль, був одним з кандидатів на польський престол

## Переклади українською
Ф. де Ларошфуко. Роздуми, або Висловлювання й моральні максими / Переклав Ярема Кравець — Журнал "Всесвіт". 1993, № 11-12.